# Hemilissa rufa
Hemilissa rufa är en skalbaggsart som beskrevs av Julius Melzer 1934. Hemilissa rufa ingår i släktet Hemilissa och familjen långhorningar.
Artens utbredningsområde är Costa Rica. Inga underarter finns listade i Catalogue of Life.